# Station Kedungjati
Kedungjati is een spoorwegstation in de Indonesische provincie Midden-Java.

## Bestemmingen
- Brantas: naar Station Tanahabang en Station Kediri
- Matarmaja: naar Station Jakarta Kota en Station Malang
- Banyubiru: naar Station Semarang Poncol en Station Sragen
- Pandanwangi: naar Station Semarang Poncol en Station Solo Balapan